# Гванабара (држава)
Држава Гуанабара (португалски: Estado da Guanabara), је име које је имала општина Рио де Жанеиро, пошто је главни град пресељен у Бразилију 1960. године.

## Историја
1834. град Рио де Жанеиро је постао општина и промовисан је у пријестоницу истоимене провинције. Са проглашењем републике 1889. године, град је постао федерални дистрикт, а провинција Рио де Жанеиро постала држава Рио де Жанеиро, са градом Нитерој као главним градом државе. Како је пријестоница пресељена у Бразилију, 1960. године, општина Рио де Жанеиро је постала држава Гуанабара. Коначно, 1975. године, државе Гуанабара и Рио де Жанеиро су се спојиле у једну под именом Рио де Жанеиро, са градом Рио де Жанеиром, као главним градом.